# Frank Darby
Frank Darby (Jersey City, 8 settembre 1997) è un giocatore di football americano statunitense che milita nel ruolo di wide receiver per gli Atlanta Falcons della National Football League (NFL).

## Carriera

### Atlanta Falcons
Williams al college giocò a football ad Arizona State. Fu scelto nel corso del sesto giro (187º assoluto) nel Draft NFL 2021 dagli Atlanta Falcons. Debuttò nella NFL nella settimana 5 contro i New York Jets, giocando negli special team. Il 14 novembre ricevette un passaggio da 14 yard da Josh Rosen, la sua prima ricezione in carriera. La sua stagione da rookie si chiuse con 10 presenze, nessuna delle quali come titolare.